# Бухта Провидения
Бухта Провиде́ния — бухта в Анадырском заливе Берингова моря, у юго-восточного берега Чукотского полуострова.

## География
Вход в бухту Провидения ограничен мысом Лысая Голова на востоке и мысом Лесовского на западе. Мыс Лысая Голова находится на расстоянии 11 км к западу-северо-западу от мыса Чукотского. Ширина бухты Провидения составляет около 8 км в её начале. Длина — 34 км (измеренная вдоль средней линии). Ширина бухты в части ниже гавани Эммы составляет около 4 км, а выше гавани Эммы — около 2,5 км. В своей нижней части бухта идёт примерно на северо-восток, поворачивая затем в своей северной части (известной как гавань Хед) загибается на север и составляет около 2 км в ширину.
Крутые берега и сопки бухты имеют высоту в среднем около 600—800 метров. В бухте полусуточные приливы поднимаются высотой до 1 метра. С мая по октябрь Бухта Провидения полностью или частично свободна ото льда. На входе в бухту глубина составляет около 35 м (USCGS 1928). Максимальная глубина — около 150 метров. В последнее время имеются данные об уменьшении глубины на входе до 18-20 метров (USCS 2000).
Внутри бухты Провидения находится нескольких более мелких бухт:
- Комсомольская бухта (гавань Эмма);
- бухта Славянка;
- бухты Хед;
- залив Всадника;
- залив Кэша.

Комсомольская бухта располагается в 14 км от устья бухты Провидения в её восточной части и имеет размеры 1,5×6 км с глубинами от 11 до 27 м. На её берегу находятся посёлки городского типа Провидения и Урелики, а также аэропорт «Бухта Провидения». Вход в бухту ограничен мысами Пузина и Лихачёва.
Бухта Славянка представляет собой якорную стоянку за косой Пловер, которая является естественным волнорезом. Она расположена в 8 км от устья бухты Провидения.
US Coast Survey описывает всю верхнюю часть залива, как залив Всадника. Asiatic Pilot в 1909 году упоминает заливы Владимира и Кэша, разделенных мысом Попова, и отмечает, что эти заливы мелководны.

## Местное население

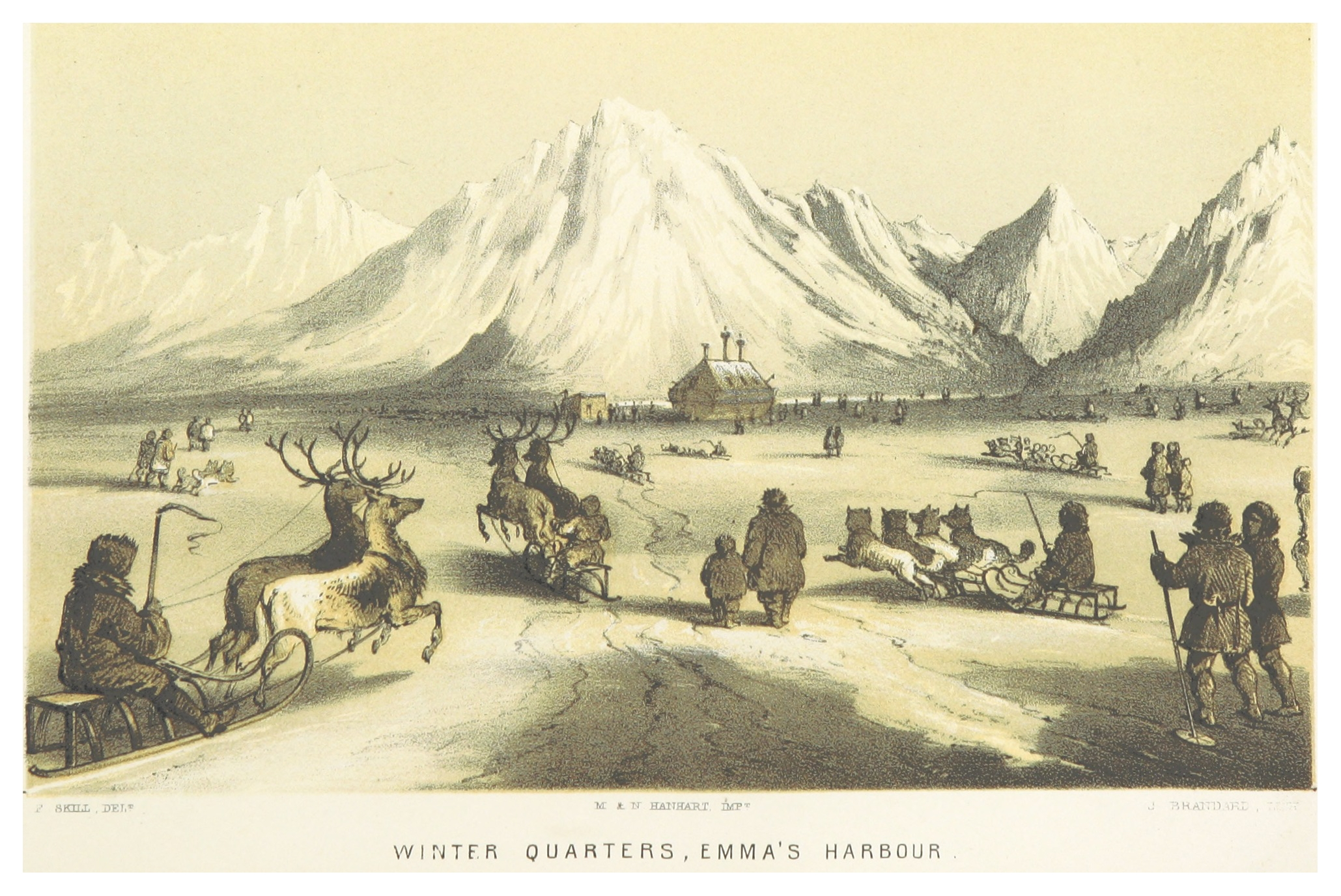
Хупер (1853) Бухта Эмма, зимняя стоянка

На косе Пловер располагалась эскимосская деревня.
US Coast Survey описывает посёлок Рирак у основания косы, и, начиная с 1928 года описывает посёлок Уредлак на южном берегу гавани Эмма. В советскую эпоху деревня, расположенная вблизи косы, была повреждена оползнями и жители были переселены в порт Провидение.
О поселении чукчей Насскатулок у залива Пловер сообщал в 1881 году Аурелу Краузе, но в 1898 году оно уже не упоминается Вальдемаром Богоразом. Существовали и другие поселения на побережье. Чукотское селение Аван лежало к востоку от залива, между морем и пресноводным озером Истихед; в англоязычной литературе также встречается название «озеро Мур».
Они были эвакуированы в 1941 году, чтобы освободить место для батарей береговой обороны. Согласно другому источнику, в 1950-х годах они всё ещё находились у входа в залив.

## История
Открыта русской экспедицией Курбата Иванова в 1660 году. После этого ещё 200 лет бухта оставалась безымянной. В 1848—1849 годах в бухте перезимовал британский корабль «Пловер» под командованием капитана Томаса Мура. Выйдя из Плимута в январе 1848 года корабль крейсировал по Берингову морю в поисках потерянной экспедиции Франклина. 17 октября 1848 года судно Мура бросило свой якорь в безопасной гавани. В честь первой успешной зимовки в районе Берингова моря он дал название бухте — Провидение.
В 1866—1867 годах в бухте перезимовала Western Union Telegraph Expedition. Бухта являлась популярным местом встреч, зимовок и промысла для китобоев и купцов в XIX и начале XX века.
В 1875 году русский клипер «Гайдамак» под командованием Сергея Тыртова бросил якорь в бухте Провидения. Тыртов, направленный для обеспечения государственной монополии на прибрежную торговлю, распространил среди местных чукчей печатные листовки на имя иностранных купцов. Затем он направился на север в Залив Лаврентия, где перехватил американский купеческий корабль «Тимандра», занимавшийся обменом у местных жителей моржовой кости на алкоголь.

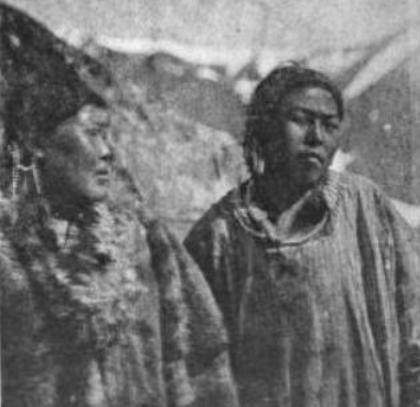
Две местные жительницы бухты Пловер, фотография 1881 года

В 1876 году с той же задачей в эти моря был направлен клипер «Всадник» под командованием капитан-лейтенанта А. П. Новосильского. «Всадник» пришёл в бухту Провидения 5 июля 1876. Выполнив гидрографическую съемку бухты, направился на север, прошёл Беринговым проливом, повернул на запад, достиг мыса Шмидта (тогда мыс Северный, или в английских источниках — мыс Нордкап) и благополучно вернулся. «Всадник» не встретил ни одной торговой лодки, но нашёл доказательства пребывания последних и признаки торговли местных жителей с американцами (в том числе недопитую бочку виски).
В 1881 году русский клипер «Стрелок» бросил якорь в бухте Провидения. «Стрелок», кроме обследований и пограничного контроля, имел задачу спасения экипажей двух пропавших без вести американских китобойных судов. Однако вскоре экипаж американской шхуны Handy рассказал русским, что одна из пропавших лодок затонула со всем экипажем, а вторая благополучно добралась до Сан-Франциско. Вместо этого «Стрелком» была обнаружена и снабжена немецкая научная экспедиция Аурел Краузе. В заливе Святого Лаврентия клипер «Стрелок» встретился с американским судном «USS Роджерс». Оба корабля направились на север до Берингова пролива, но вскоре разделились. «Стрелок» достиг мыса Дежнёва (тогда мыс Восточный) и повернул обратно, в то время как Роджерс достиг острова Врангеля.
В 1921 году сообщалось о попытках Японии установить контроль над районом, а стратегическое значение бухты было отмечено американским писателем. В XX веке в Комсомольской бухте были построены два советских поселка, Провидение и Урелики, а сама бухта использовалась как военно-морская гавань. Она была основным пунктом снабжения Чукотского региона во время Второй мировой войны. После распада Советского Союза, пять пограничных сторожевых катеров, размещенных в Провидении, простояли в порту три года из-за отсутствия топлива.
История Челюскинской эпопеи и освоения северного морского пути показали необходимость строительства в бухте морского порта. В феврале 1937 года начальник главного северного морского пути Отто Юльевич Шмидт одобрил проект строительства порта. А летом 1940 года суда уже разгружались у стенки первого причала. С созданием в Провидении морского порта интенсивно развиваются населённые пункты Урелики (Пловер).